# Меррумсон
Меррумсон (швед. Mörrumsån) — річка на півдні Швеції. Довжина річки становить 175 км, площа басейну — близько 3369,1 км². На річці і її притоках побудовано багато ГЕС малої потужності.

## Галерея

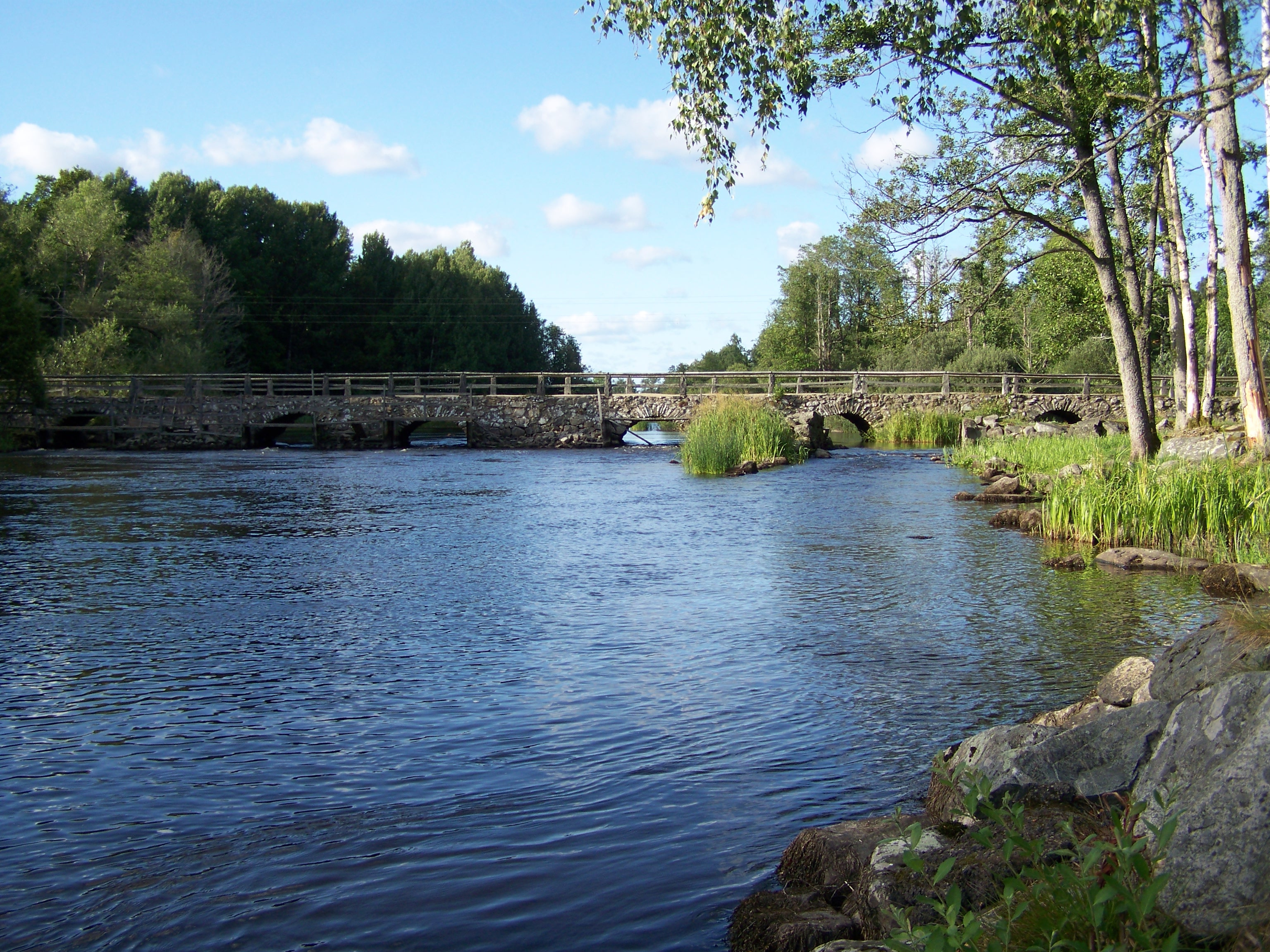
Кам'яний міст через Меррумсон, комуна Тінгсрид.
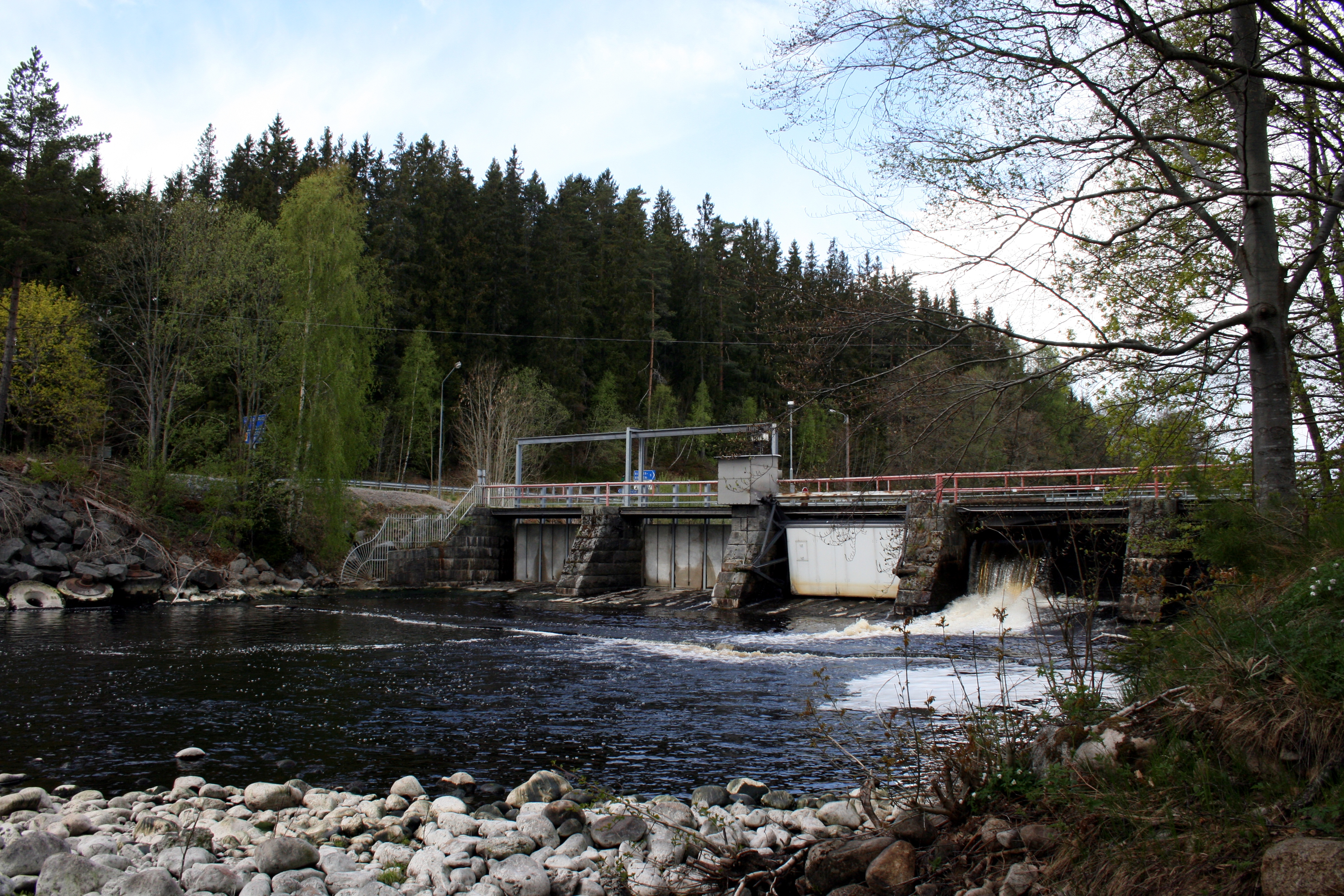
ГЕС біля села Фрідафорс (швед. Fridafors[sv]), комуна Тінгсрид.
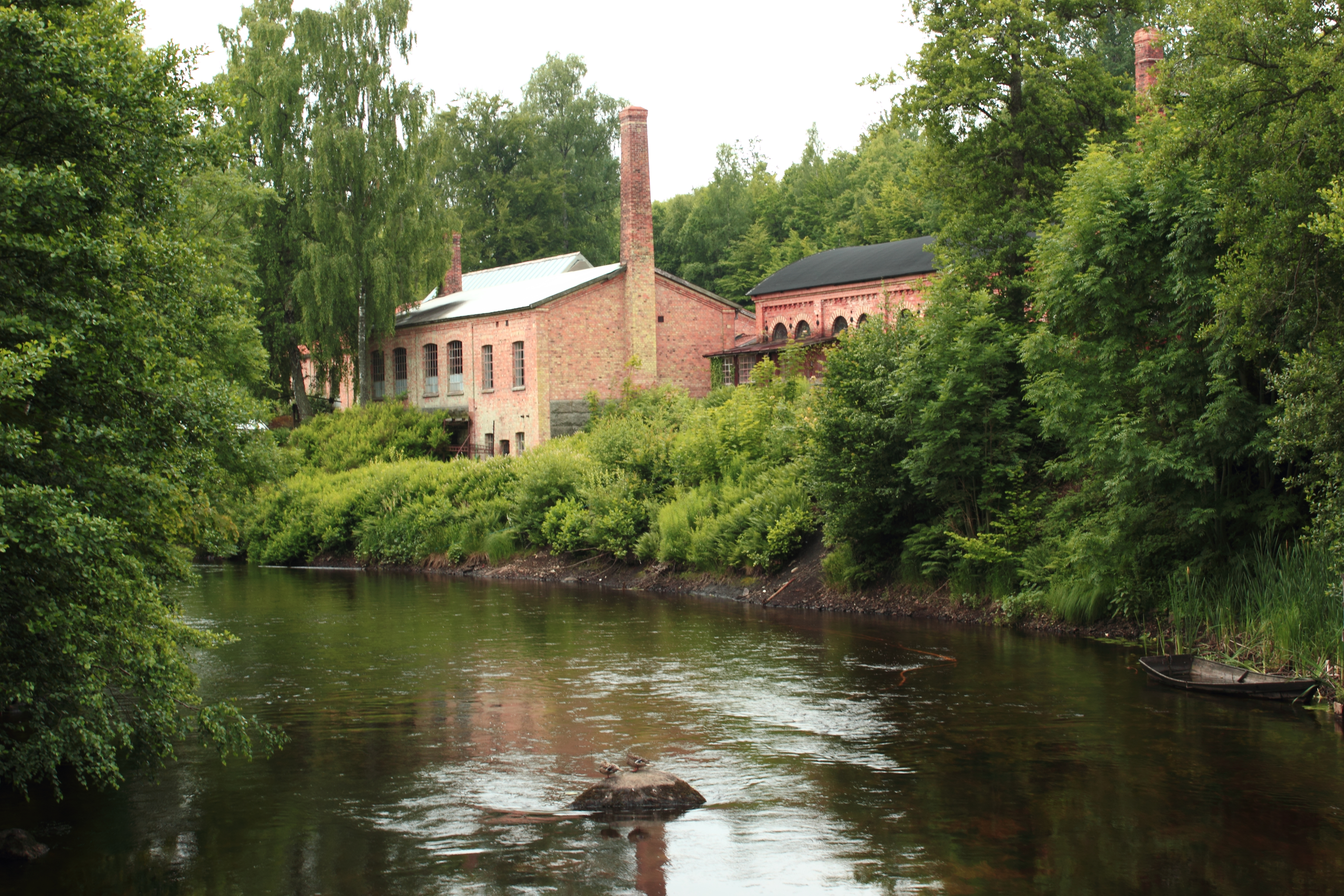